# Bodružalík
Bodružalík je potok v horním Šariši, v severovýchodní části okresu Svidník. Jde o levostranný přítok Ladomirky s délkou přibližně 4,5 km.

## Pramen
Teie v severozápadní části Laborecké vrchoviny, kde pramení jihovýchodně pod Kozím vrchem (605,2 m n. m.), v nadmořské výšce cca 500 m n. m., na území CHKO Východné Karpaty. V údolí a dolině Bodružalíku je souběžně napájen přítokem z mokřadu Košariska.

## Opis toku
Nejprve teče na sever přes Bodružal, kde přibírá 4 krátké levostranné přítoky z dolin s lokálními názvy Koprivne, Zegeľníci, Pelepče a Segiňa. Za obcí přibírá přítok z Kotolnice a Kuriačniku. V obci Bodružal přibírá na pravé straně cca 5,5 km dlouhý Príkranský potok (Prikrianku). Soutok se nachází na zeměpisné šířce 49°21′15″ a délce 21°42′26″. Z Čerešně přibírá krátký pravostranný přítok, který jej zásobuje vodou v jarním období a v době dešťů. Na okraji obce Krajná Poľana se zleva vlévá do Ladomirky. Bodružalík je zásobován hlavně dešťovou vodou a sněhem. Nejvyšší hladinu dosahuje v jarních měsících. Jde o méně vodný tok s poměrně velkými výkyvy průtoku během celého roku. Voda je zde velmi čistá, o čemž svědčí i výskyt raka říčního.